# Franco Dragone
Franco Dragone (Cairano, 12 december 1952 - Cairo, 30 september 2022) was een Belgisch regisseur en zakenman. Hij was de regisseur van meerdere creaties van het Cirque du Soleil ontstaan tussen 1990 en 1999. Sinds 2000 was hij stichter en artistiek directeur van zijn eigen spektakelbureau Dragone, gevestigd in La Louvière.

## Biografie
Dragone's ouders zijn van Italiaanse oorsprong, uit de regio Campania. Franco Dragone verhuisde op zevenjarige leeftijd met zijn ouders naar België. Hij studeerde theater aan het Conservatoire royal de Mons. Na zijn opleiding en enkele producties in de stijl van Dario Fo in Wallonië, trok hij naar Quebec en werd hij enige tijd later gevraagd workshops te geven aan de École nationale de cirque in Montreal. Als onderdeel van zijn lesopdracht creëerde hij met zijn studenten jaarlijkse eindwerkproducties. Daarbij werd hij opgemerkt door Guy Laliberté, stichter van het Cirque du Soleil.
Hij werd de ontwerper en regisseur voor Cirque du Soleil van Nouvelle Expérience uit 1990, Saltimbanco uit 1992, Mystère uit 1993, Alegría uit 1994, Quidam uit 1996, "O" uit 1998 en La Nouba uit 1999. Voor de openingsmatch van het Europees kampioenschap voetbal 2000, de match tussen België en Zweden op 10 juni 2000 in het Koning Boudewijnstadion creëerde hij de artistieke elementen van de openingsceremonie. Hij ontwierp parades voor Disneyland Parijs, de show A New Day... van Céline Dion uit 2003 en Le Rêve een show voor hotel en casino Wynn in Las Vegas, een show die sinds de creatie in 2005 onafgebroken (tot maart 2020) wordt opgevoerd en zeven opeenvolgende jaren werd bekroond tot "Best Production Show" in Las Vegas. Volgden show voor entertainment complexen in San Diego, Macau, Abu Dhabi en Antalya. De sinds 2015 nieuwe show van de Lido in Parijs, Paris Merveilles was ook van zijn hand.
Dragone's naam dook op als participant aan constructies van belastingoptimalisatie of belastingontwijking in het onderzoek uit 2015 naar de Panama Papers.
Franco Dragone overleed op 69-jarige leeftijd aan een hartaanval.

## Erkenning
Dragone kreeg doorheen de jaren drie Obie Awards (ook gekend als de Off-Broadway Theater Awards) en een Los Angeles Critic's Award.
Dragone is sinds 2002 ridder in de Nationale Orde van Quebec,werd in 2009 Doctor honoris causa van de universiteit van Quebec, in 2012 van de Universiteit Antwerpen en eveneens in 2012 commandeur in de Mérite wallon. Hij ontving in 2001 tevens de Prix des arts de la scène van de provincie Henegouwen. Hij behaalde de zestigste plaats op de Lijst van nominaties voor de Grootste Belg voor de RTBF-versie van De Grootste Belg uit 2005.
- Bibsys: 3006429
- Bibliothèque nationale de France: cb14094217t (data)
- Gemeinsame Normdatei: 131627406
- International Standard Name Identifier: 0000 0000 7840 4874
- Library of Congress Control Number: no2003005305
- MusicBrainz: 031c3a55-ab62-4669-bafe-432e05419959
- Nationale Bibliotheek van Tsjechië: xx0172908
- Nationale Bibliotheek van Israël: 987007444633105171
- Nationale en Universitaire bibliotheek Zagreb: 000593231
- Nederlandse Thesaurus van Auteursnamen: 228167248
- Istituto Centrale per il Catalogo Unico: FERV050485
- Système universitaire de documentation: 098261363
- Virtual International Authority File: 38055824
- WorldCat: E39PBJqFTDJcybhqbfr6WMvJXd